# 濮登青
濮登青（?—?）字卓云，上海人。清末民初工程师。

## 生平
早年濮登青在上海汇英书院、天津北洋大学学习。光绪二十九年（1903年），濮登青留赴美国学习铁路工学，光绪三十三年（1907年）卒业，同年回国，任浙江铁路局技师。光绪三十四年（1908年），濮登青任杭嘉铁路建筑总技师。宣统元年（1909年），获工科进士，授翰林院检讨。宣统二年（1910年）起，濮登青署理沪杭甬铁路总理，并兼任沪杭甬铁路总技师。民国三年（1914年）起，任沪杭甬铁路宁波区技师。濮登青还曾兼任中国技师会会长。

## 延伸阅读
[在维基数据编辑]
 《游美同學錄·濮登靑》，出自《游美同學錄》